# Vacina contra a parotidite epidémica
A vacina contra a parotidite epidémica é uma vacinas que previne o desenvolvimento de parotidite (papeira (português europeu) ou caxumba (português brasileiro)). Quando administrada na maioria da população, a vacina diminui as complicações a nível populacional. Estima-se que a eficácia da vacina seja de 85% quando 90% da população se encontra vacinada. Duas doses são requeridas para uma prevenção a longo prazo. Recomenda-se que a dose inicial seja tomada entre os 12 e 18 meses de idade. A segunda dose é geralmente administrada entre os 2 e 6 anos de idade. A administração após exposição em pessoas que não estejam imunizadas pode ser benéfica.
Os efeitos secundários são geralmente ligeiros. A vacina pode causar ligeira dor e inchaço no local da injeção e febre ligeira. A ocorrência de efeitos secundários mais graves é rara. Não existem evidências que associem a vacina a complicações como efeitos neurológicos. A vacina não deve ser administrada a grávidas ou pessoas imunossuprimidas. No entanto, não estão documentados prognósticos desfavoráveis em crianças de mães a quem foram administradas vacinas. Embora a vacina seja desenvolvida em células de frangos, é geralmente segura a administração em pessoas com alergia aos ovos.
A vacina contra a parotidite está incluída na maior parte dos planos de vacinação de quase todos os países desenvolvidos e de muitos países em vias de desenvolvimento. Geralmente é administrada em conjunto com a vacina contra o sarampo e a vacina contra a rubéola, um conjunto denominado vacina VASPR. Em alguns países, está também disponível uma combinação das três vacinas anteriores com a vacina contra a varicela. Em 2015, a vacina contra a parotidite fazia parte dos planos de vacinação de 110 países. Nas regiões de vacinação sistemática, a prevalência da doença diminuiu mais de 90%.
A primeira vacina contra a parotidite foi licenciada em 1948. No entanto, era eficaz apenas durante um curto período de tempo. Foi na década de 1960 que começaram a aparecer no mercado vacinas mais eficazes. Embora as primeiras vacinas fossem derivadas de vírus inativados, as preparações modernas são compostas por vírus vivos atenuados. A vacina contra a parotidite faz parte da Lista de Medicamentos Essenciais da Organização Mundial de Saúde, os medicamentos mais eficazes e necessários num sistema de saúde. Existem diferentes tipos da vacina em uso. O custo de revenda da vacina em países desenvolvidos da versão que inclui vacina contra o sarampo e rubéola é de 0,24 dólares por dose (2014).